# Letras d'òc
 (février 2021).
Si vous disposez d'ouvrages ou d'articles de référence ou si vous connaissez des sites web de qualité traitant du thème abordé ici, merci de compléter l'article en donnant les références utiles à sa vérifiabilité et en les liant à la section « Notes et références ».
Letras d'òc est une association selon la loi de 1901, dont la raison d'être est de faire vívre la littérature et la langue occitane, de la Provence à la Gascogne, en organisant aussi des animations culturelles qui mettent en valeur les œuvres littéraires et les auteurs (lectures, hommages, discussions), par exemple les Journées du livre occitan (Saint-Orens).
Les éditions Letras d'òc publient des œuvres de littérature occitane contemporaines : poésie, théâtre, romans, contes et récits. Elles recherchent avant tout la qualité littéraire des textes, sens oublier la qualité de la langue employée par les auteurs, quels que soient les dialectes. 
̇̽Elles publient aussi des œuvres littéraires de la période moderne, inédites ou difficile à trouver. Les livres qui sont édités, sont soit en occitan, soit en version bilingue occitan-français. Quelques ouvrages sont accompagnés d'un lexique occitan-français.